# Francesco Ciaffei
Francesco Ciaffei (* 9. Juli 1819 in Rom; † 1894 in Florenz) war ein italienischer Opernsänger (Tenor) und Gesangspädagoge.

## Leben
Ab dem Ende der 1830er Jahre sang Ciaffei insbesondere in Parma, Mantua, Padua, Modena und Rom. 1848 trat er als Mitglied der Truppe des Impresarios Vincenzo Galli unter dem Dirigenten Jacopo Foroni in Dänemark, Schweden und Norwegen auf. 1851 trat er in London auf. In den 1860er Jahren wurde er als Musiklehrer in Nizza sehr bekannt. In den 1870er Jahren lehrte er in Polen. Zu seinen Schülern gehörten Jean de Reszke und dessen Bruder Édouard de Reszke (1853–1917) sowie Zygmunt Noskowski und Mieczysław de Ranieri-Horbowski.